# Karl-Schmidt-Straße 22

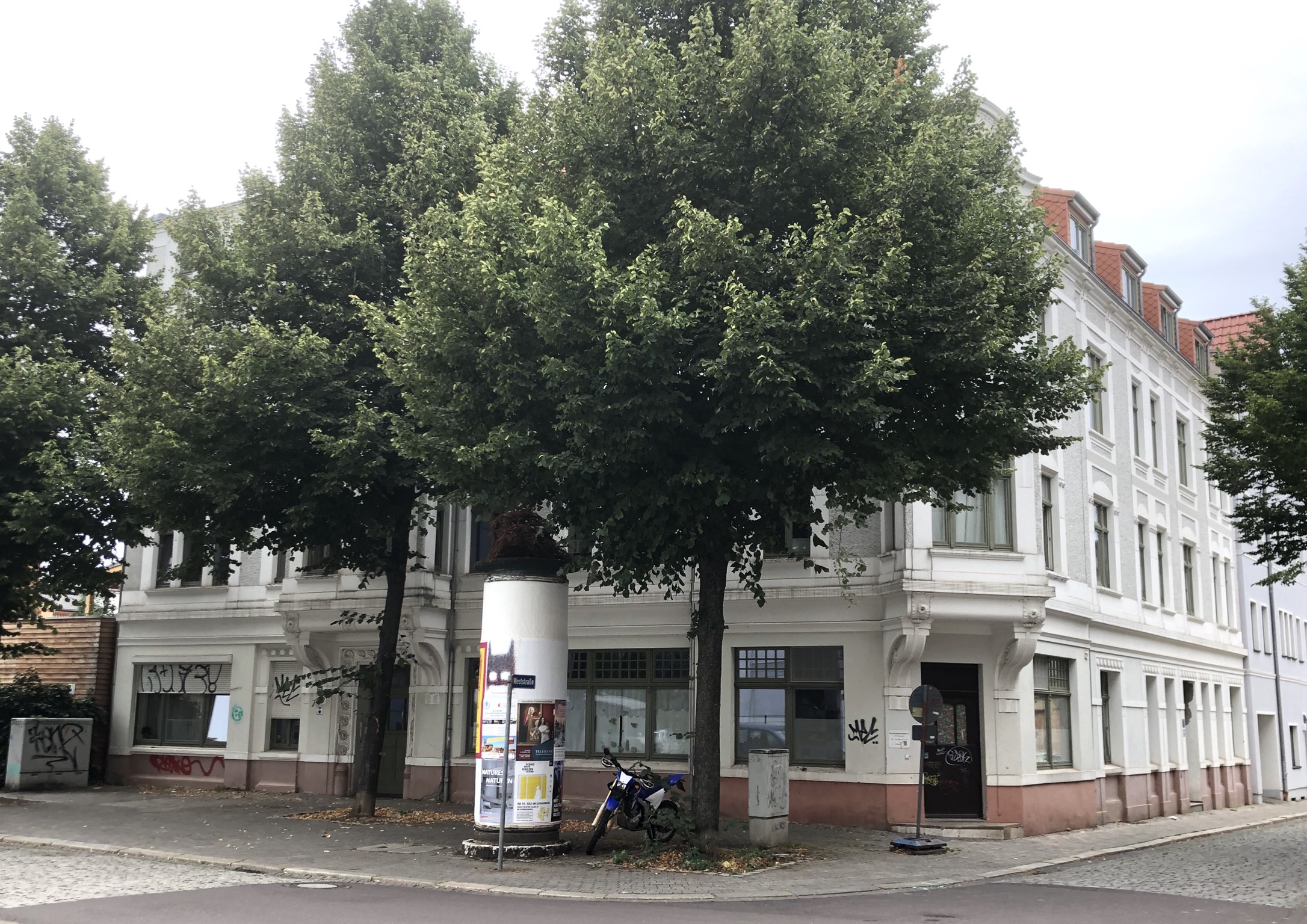
Karl-Schmidt-Straße 22 im Jahr 2020

Karl-Schmidt-Straße 22 ist ein denkmalgeschütztes Wohn- und Geschäftshaus in Magdeburg in Sachsen-Anhalt.

## Lage
Es steht auf der Westseite der Karl-Schmidt-Straße im Magdeburger Stadtteil Buckau, in einer Ecklage zur nördlich einmündenden Weststraße. Gegenüber mündet die Neue Straße auf die Karl-Schmidt-Straße.

## Architektur und Geschichte
Das drei- bis viergeschossige verputzte Gebäude entstand im Jahr 1902. Bauherr und Bauausführender war der Zimmermeister Rudolf Bernhardt. Die Fassaden des Hauses sind im Jugendstil gestaltet und durch raue und glatte Putzflächen sowie flache Stuckverzierungen geprägt. Die Gebäudeecke zur Kreuzung hin ist durch einen vor den oberen beiden Geschossen befindlichen Kastenerker betont. Der Erker ist von einem geschweiften Giebel bekrönt und mit gefächerten, an Lotusblumen erinnernde Verzierungen aus Stuck versehen. Unterhalb des Erkers befindet sich ein Eingang. Einen weiteren Eingang gibt es in der Ostfassade zur Karl-Schmidt-Straße hin. Er ist mit einem umlaufenden Blütenfries umrahmt. Auch oberhalb dieses Eingangs ist ein zweigeschossiger Kastenerker angeordnet. Er ist zweiachsig ausgeführt. Nach Süden schließt sich ein viergeschossiger Gebäudeabschnitt an. Dort befindet sich ebenfalls ein geschweifter Giebel. Seine Verzierungen ähneln denen des Eckgiebels.
Die Adressierung lautete ursprünglich Feldstraße, bis in der Zeit der DDR eine Umbenennung in Karl-Schmidt-Straße erfolgte.
Im örtlichen Denkmalverzeichnis ist das Wohn- und Geschäftshaus unter der Erfassungsnummer 094 82611 als Baudenkmal verzeichnet.
Das Gebäude gilt als städtebaulich bedeutsam.